# Zámoly
Zámoly è un comune dell'Ungheria di 2.216 abitanti (dati 2001). È situato nella contea di Fejér.